# 알란다 익스프레스

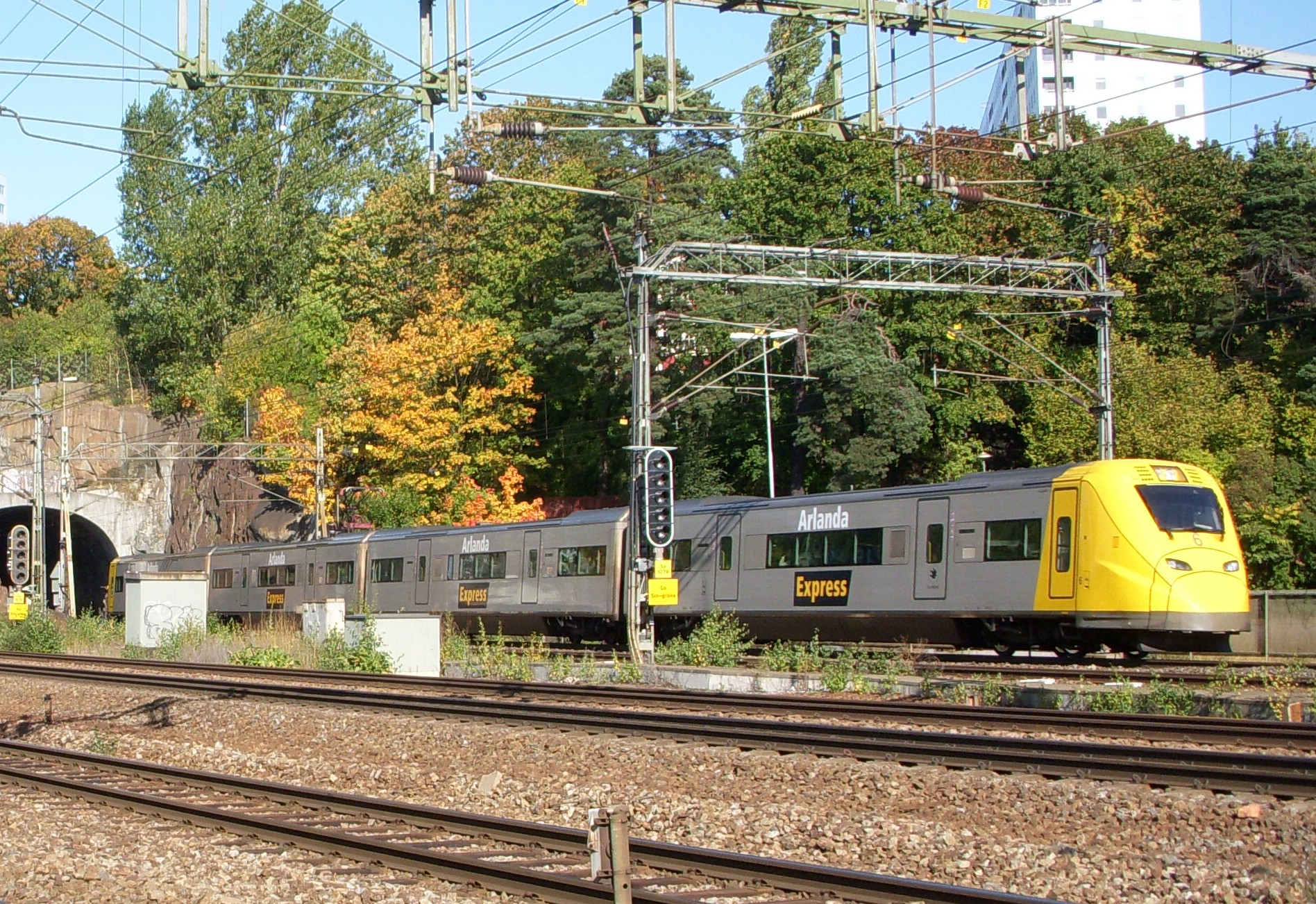
하가룬드 터널을 통과하는 열차

알란다 익스프레스(Arlanda Express)는 스웨덴 A-Train AB에서 운영하는 스톡홀름 알란다 공항과 스톡홀름 센트랄 역을 연결하는 공항 철도이다. 오스트쿠스트 선과 알란다 선을 통하여 운행하며, 스톡홀름 C-알란다 간을 무정차 운행한다. 1999년 11월 24일 영업을 시작하였다. 운행 시간은 약 20분이며, 혼잡 시간대에는 운행 시간이 증가하기도 한다. 혼잡 시간대에는 1시간당 6회 출발하며, 평시에는 4회 출발한다.

## 역
스톡홀름 알란다 공항 쪽의 역은 2-4 터미널과 연결되는 알란다 쇠드라(Arlanda södra) 역과 5 터미널 및 스카이 시티와 연결되는 알란다 노라(Arlanda norra) 역이 있다. 두 역간 거리는 약 400m로, 공항 터미널 접근성을 위하여 역을 2곳 설치하였다. SJ 및 다른 철도 회사에서 운행하는 장거리 열차가 정차하는 알란다 센트랄(Arlanda C) 역과는 분리되어 있으며, 이 역 역시 공항과 연결되어 있다. 스카이 시티는 4, 5 터미널 사이에 있으며 장거리 열차 및 알란다 익스프레스 승차권을 구입할 수 있다.
스톡홀름 센트랄 역은 1, 2번 승강장을 사용하며, 다른 승강장과는 달리 고상 승강장이다. 바사플란 광장 쪽에 매표소와 택시 승강장이 있으며, 역 건물과는 100m 정도 떨어져 있다.

## 운영
현재의 운영사는 A-Train AB이며, 2040년까지 독점 운영권을 보장받는다. 개업 당시에는 알란다 선 건설 컨소시엄이 소유하였으나, 2004년 맥쿼리 그룹이 지분을 전부 인수하였다. 알란다 익스프레스가 개통된 초기에는 항공 업계에 영향을 준 SARS, 911 테러, 이라크 전쟁 및 항공 업계의 도산과 인수 때문에 적자를 기록하였다. 2005년부터 흑자로 전환되었다.
현재 A-Train AB는 스톡홀름 시내-스톡홀름 알란다 공항 간 고속철도 영업의 독점권을 가지고 있으며, 알란다 선 선로 사용료 및 알란다 센트랄 역 정차료(열차당 75 크로나)가 면제된다. 편도 승차권 가격은 240 크로나이며, 여러 할인 옵션이 있다.

## 차량
알스톰에서 제작한 X3 차량을 사용하며, 영업 최고 속도는 시속 200km이다. 4량 1편성으로 운행하며, 총 7편성이 운행 중이다. 2M2T 4량 편성의 길이는 93.2m이며, 중량은 193.2t이다. 전동기당 출력은 280 kW이며, 편성 출력은 2240 kW이다. 알스톰 Onix 3상 교류 전동기를 사용하며, VVVF-IGBT로 제어한다.
좌석 수는 190석이며, 량당 약 48석이다. 별도의 특실은 없고, 공항 이용객의 특성 상 짐칸이 넓다. 좌석간 거리는 74cm이며, 고상 승강장을 사용하는 스웨덴에서 유일한 간선 철도용 철도 차량이다. 2006년 가을 및 2010년 7월에 객실 리모델링을 거쳤으며, 2010년 7월 리모델링 이후 승객 수가 20% 증가하였다.

## 영향
2008년 이용객은 약 320만 명으로, 2005년에 비하여 23% 증가하였다. 환승객을 포함한 공항 이용객은 같은 시기에 1810만 명이었다. 공항 접근의 교통 수단 중 육상 교통의 점유율(자가 차량 포함)은 약 30-40%이다. 공항 이용객들은 주로 자기 차량을 공항 장기 주차장에 주차한다. 공항 근로자 약 16000명 중 5%만이 철도를 이용하며, 공항 근로자의 차량은 무료 주차가 가능하다. 공항 근로자 할인이 시작된 이후 철도 이용객 비중이 증가하였다.
알란다 익스프레스 개통 이후 공항 및 철도 이용 경향에 영향을 주었다. 스톡홀름-예테보리간 이동의 경우, 알란다 익스프레스+항공편의 경쟁력이 간선 철도 수준으로 증가하였다. 2005년 말뫼 아비에이션 항공사가 스톡홀름 브롬마 공항에 취항하면서 사용한 슬로건 "Bromma ligger bättre till"(브롬마가 더 좋습니다)의 사용을 잠시 동안 중단하기도 했다.